# Suiriri
Suiriri é o nome comum genérico dado à várias aves insetívoras passeriformes pertencentes a família dos tiranídeos, todas as espécies são nativas das Américas. São representadas pelos gêneros Tyrannus, Tyrannopsis, Suiriri, Satrapa, Muscigralla, Machetornis e Guyramemua. Porém, o termo é especialmente usado para o suiriri-tropical (Tyrannus melancholicus).
O termo é utilizado de forma genérica, e as aves do grupo não estão necessariamente relacionadas entre si num modo taxonômico, ou tampouco possuem um padrão específico que seja distinguível.
Existe duas versões para a origem do termo suiriri: a primeira versão consta que vem do tupi suiri’ri, de çub (estar) e quiriri (calado, silencioso), e a segunda versão consta que é de origem onomatopeica relativa à vocalização da espécie Tyrannus melancholicus.
Os suiriris, assim como seus relativos tiranídeos, são aves de médio a pequeno porte extremamente territoriais e agressivas com outras espécies e até indivíduos de sua própria espécie. A plumagem desse grupo é principalmente entre tons de marrom, amarelo, verde-oliva, cinza e branco. São insetívoros especializados e algumas espécies são migratórias ou parcialmente migratórias.

## Espécies
| Imagem | Gênero                                   | Espécies |
| ------ | ---------------------------------------- | --- |
|        | Suiriri d'Orbigny, 1840                  | - Suiriri-cinzento, Suiriri suiriri |
|        | Guyramemua Lopes et al., 2017            | - Suiriri-da-chapada, Guyramemua affine |
|        | Satrapa Strickland, 1844                 | - Suiriri-pequeno, Satrapa ictrophrys |
|        | Muscigralla d'Orbigny & Lafresnaye, 1837 | - Suiriri-de-cauda-curta, Muscigralla brevicauda |
|        | Machetornis, Vieillot, 1819              | - Suiriri-cavaleiro, Machetornis rixosa |
|        | Tyrannopsis, Ridgway, 1905               | - Suiriri-de-garganta-rajada, Tyrannopsis sulphurea |
|        | Tyrannus, Lacépède, 1799                 | - Suiriri-de-garganta-nívea, Tyrannus niveigularis - Suiriri-de-garganta-branca, Tyrannus albogularis - Suiriri-tropical, Tyrannus melancholicus - Suiriri-silvador, Tyrannus couchii - Suiriri-gritador, Tyrannus vociferans - Suiriri-de-bico-grosso, Tyrannus crassirostris - Suiriri-ocidental, Tyrannus verticalis - Suiriri-valente, Tyrannus tyrannus - Suiriri-cinza, Tyrannus dominicensis - Suiriri-cubano, Tyrannus cubensis - Suiriri-guatíbere, Tyrannus caudifasciatus |